# Oxira arenosoides
Diarsia arenosoides là một loài bướm đêm trong họ Noctuidae.